# Fotonastia
Fotonastia – reakcja ruchowa, rodzaj nastii, spotykana u wielu roślin, będąca reakcją na zmianę intensywności oświetlenia niezależną od kierunku padania światła (w odróżnieniu od fototropizmu). Mechanizm ruchu może polegać na nierównomiernym wzroście, podobnie jak w przypadku tropizmów lub odwracalnych zmianach turgoru.
Ruchy fotonastyczne zwykle wykonują kwiaty, czasem zaś liście. W przypadku kwiatów fotonastia najczęściej prowadzi do ich otwierania w dzień i zamykania nocą, czasem zaś odwrotnie. Ten drugi wzór występuje m.in. u lepnicy zwisłej i białej, a pierwszy u licznych kaktusów, szczawikowatych czy grzybieni. U niektórych gatunków goryczek do wywołania fotonastii wystarczą zmiany oświetlenia wywołane przez zachmurzenie. U astrowatych fotonastyczne ruchy kwiatów języczkowych powodują otwieranie i zamykanie całego koszyczka. 
Fotonastyczne ruchy liści mogą mieć charakter ruchów wzrostowych i jako takie charakterystyczne są dla młodych organów. U dojrzałych liści może występować fotonastia o podłożu w zmianach turgoru, jeżeli występują odpowiednie stawy w miejscu przyczepu liścia do łodygi. Ma to miejsce u bobowatych.
Reakcją fotonastyczną jest również otwieranie i zamykanie aparatów szparkowych.
Fotonastia często współwystępuje z termonastią. Bardziej złożone mechanizmy odpowiadające za rytm dobowy otwierania i zamykania kwiatów mniej zależne wprost od naświetlenia (ruchy autonomiczne) to nyktynastia.